# Directeur
Directeur of directrice is de algemene benaming voor iemand die de leiding heeft over een organisatie, bedrijf, dienst of afdeling. Deze persoon kan bijvoorbeeld de leiding geven aan een handels- of industriële onderneming, ziekenhuis, school, museum etc. (bijvoorbeeld financieel directeur, personeelsdirecteur, schooldirecteur ...). Een geestelijk directeur is de persoon die verantwoordelijk is voor de geestelijke vorming binnen een instelling.
In de handels- en bedrijfswereld hanteert men daarvoor tegenwoordig vaak Engelstalig jargon; men heeft het dan over de CEO (chief executive officer) als men de directeur van een bedrijf bedoelt.
De personen die in een organisatie de directeursfuncties vervullen worden gezamenlijk de directie genoemd. In de ambtelijke wereld spreekt men van directie als synoniem voor de betreffende afdeling. Zo spreekt men bijvoorbeeld van de directie logistiek, de directie personeel, de directie cultuur, of bij de diverse belastingdiensten: eerste, tweede, derde enz. directie.
Het ambt van directeur alsook zijn/haar bureau of kantoor noemt men directoraat.

## Principaal
Een principaal is een chef of een superieur.
In de 20e eeuw werd de directeur van een school, instelling, organisatie, dikwijls als principaal aangeduid. Vooral in Belgische katholieke milieus werd de term gebruikt, zeker als die principaal tevens priester was.
Met een principaal wordt in de bouwwereld een bouwheer of opdrachtgever bedoeld. Begin 21e eeuw wordt principaal in de bouwwereld minder frequent gebruikt. "Bouwheer" is nog redelijk courant in Vlaanderen, maar in Nederland meer vervangen door "opdrachtgever".